# 市立大村市民病院
市立大村市民病院（しりつおおむらしみんびょういん）は、長崎県大村市にある医療機関（病院）。
設置者は大村市。指定管理者制度を導入しており、管理運営は公益社団法人地域医療振興協会が受託している。
大村市地区の地域医療における基幹的役割を持つ病院である。また、1995年（平成7年）の開設時は県内初であった心臓血管病センターを中心に循環器系疾患の治療関連の施設が充実している。

## 歴史
- 1945年（昭和20年）11月14日 - 大村海軍共済病院の施設を利用して日本医療団大村病院が開設される。
- 1948年（昭和23年）3月18日 - 大村市国民健康保険組合共済病院となる。
- 1951年（昭和26年）10月1日 - 大村市直営による大村市立病院となる。
- 1979年（昭和54年）5月21日 - 現在地に新築移転。
- 1995年（平成7年）6月1日 - 心臓血管病センターを開設。
- 2002年（平成14年）3月31日 - 結核病床を閉鎖。
- 2007年（平成19年）2月 - 大村市が「大村市立病院経営のあり方に関する基本方針」を策定、指定管理者制度による運営に移行する方針を決める。
- 2008年（平成20年）4月1日 - 指定管理者制度導入。同時に現名称に改称される。

## 診療科目
- 本館で受付：内科、女性総合外来、整形外科、外科、小児外科、耳鼻咽喉科、皮膚科、眼科、産婦人科、泌尿器科、歯科口腔外科、精神科(再来のみ）、放射線科、リハビリテーション科、救急総合診療科
- 心臓血管病センターで受付：循環器科、心臓血管外科、麻酔科

## 所在地・アクセス
- 大村市古賀島町133番地22
- JR大村駅前から長崎県営バスで10分、「市民病院」または「市民病院前」バス停下車。
- 長崎自動車道大村インターチェンジより車で約6分。